# Centre d'Interpretació del Montsec de Meià
El Centre d'Interpretació del Montsec es troba al municipi de Vilanova de Meià, situat a la comarca de la Noguera.